# Сцинакс
Scinax (лат.) — род бесхвостых земноводных из семейства квакш. Род восстановлен в 1992 году. Латинское название происходит от др.-греч. σκινοσ (skinos) — «быстрый», «проворный».

## Описание

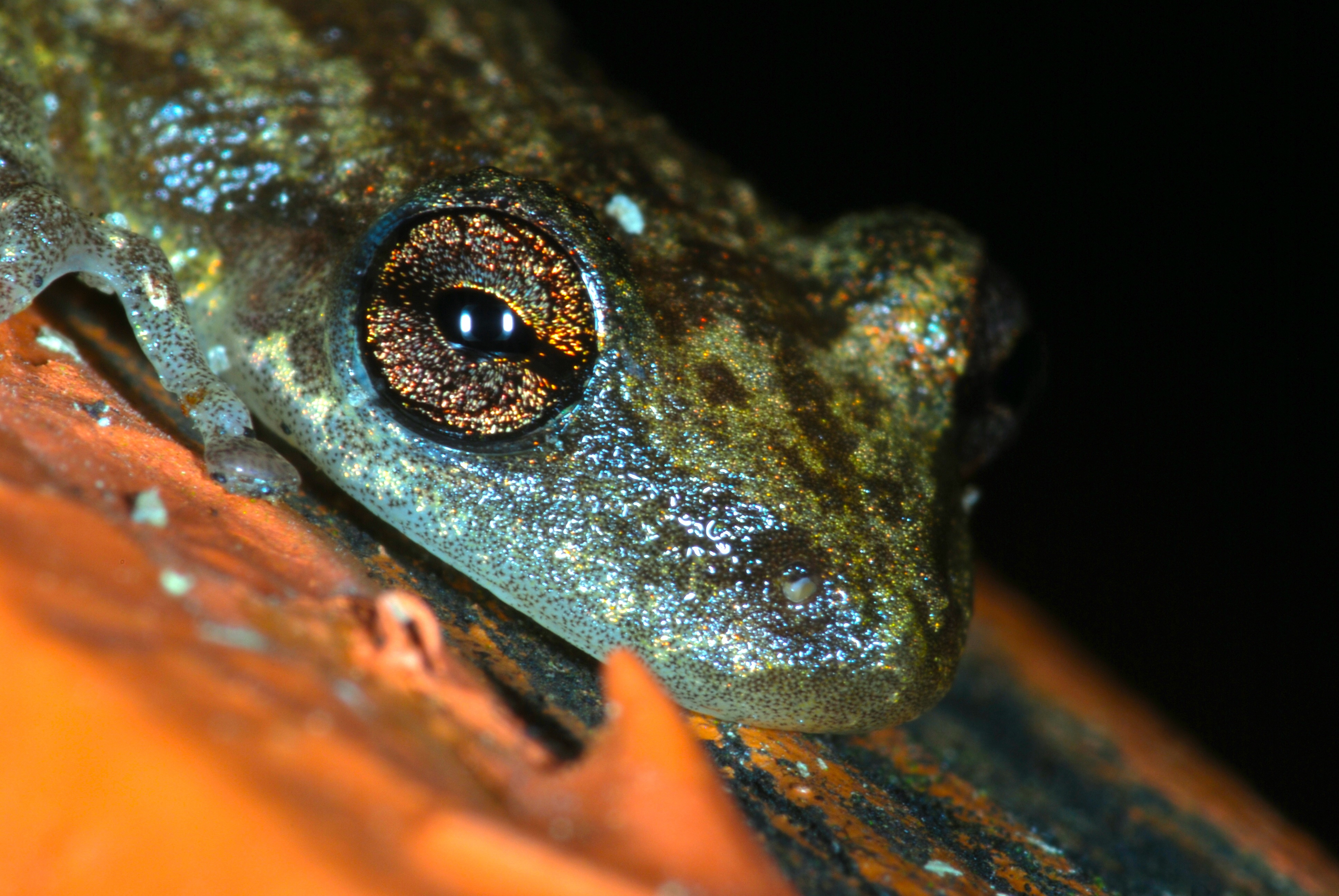
Равнинная квакша

Средняя длина тела 10 см. Голова среднего или маленького размера. Глаза не сильно выделяются. Перепонки на пальцах развиты слабо или совсем отсутствуют, однако имеются широкие диски-присоски. Позади глаз заметен выраженный родничок. Способны отставлять первый палец на 90°. Окрас, как правило, серый. На внутренних сторонах бёдер яркие пятна.

## Образ жизни
Обитают в тропических и субтропических лесах, в высокой растительности. Ведут полудревесный образ жизни. Активны в сумерках или ночью. Питаются мелкими беспозвоночными.

## Размножение
Это яйцекладущие земноводные. Самки откладывают яйца в листья бромелий.

## Распространение
Ареал рода распространяется от восточной и южной Мексики до Аргентины и Уругвая, а также включает Тринидад и Тобаго и Сент-Люсию.

## Классификация
На январь 2023 года в род включают 129 видов:
- Scinax acuminatus (Cope, 1862) — Остроголовая квакша
- Scinax agilis (Cruz & Peixoto, 1983) — Проворная квакша
- Scinax albertinae Ferrao, Moravec, Ferreira, Moraes, and Hanken, 2022
- Scinax albicans Bokermann, 1967
- Scinax alcatraz (Lutz, 1973)
- Scinax altae (Dunn, 1933)
- Scinax alter (Lutz, 1973)
- Scinax angrensis (Lutz, 1973)
- Scinax arduous Peixoto, 2002
- Scinax argyreornatus (Miranda-Ribeiro, 1926)
- Scinax ariadne (Bokermann, 1967)
- Scinax aromothyella Faivovich, 2005
- Scinax atratus (Peixoto, 1989)
- Scinax auratus (Wied-Neuwied, 1821) — Золотистополосая квакша
- Scinax baumgardneri (Rivero, 1961) — Амазонская квакша
- Scinax belloni Faivovich, Gasparini & Haddad, 2010
- Scinax berthae (Barrio, 1962) — Прыткая квакша
- Scinax blairi (Fouquette & Pyburn, 1972) — Квакша Блейра
- Scinax boesemani (Goin, 1966)
- Scinax boulengeri (Cope, 1887) — Квакша Буланже
- Scinax brieni (De Witte, 1930)
- Scinax cabralensis Drummond, Baeta & Pires, 2007
- Scinax caissara (Lourenco et al., 2016)
- Scinax caldarum (Lutz, 1968)
- Scinax camposseabrai (Bokermann, 1968)
- Scinax canastrensis (Cardoso & Haddad, 1982)
- Scinax caprarius Acosta-Galvis, 2018
- Scinax cardosoi (Carvalho-e-Silva & Peixoto, 1991)
- Scinax carnevallii (Caramaschi & Kisteumacher, 1989)
- Scinax castroviejoi De la Riva, 1993
- Scinax catharinae (Boulenger, 1888) — расписная квакша
- Scinax centralis Pombal & Bastos, 1996
- Scinax chiquitanus (De la Riva, 1990)
- Scinax constrictus Lima, Bastos & Giaretta, 2005
- Scinax cosenzai Lacerda, Peixoto & Feio, 2012
- Scinax cretatus Nunes & Pombal, 2011
- Scinax crospedospilus (Lutz, 1925) — Тёмно-коричневая квакша
- Scinax cruentomma (Duellman, 1972) — Кровавоглазая квакша
- Scinax curicica Pugliese, Pombal & Sazima, 2004
- Scinax cuspidatus (Lutz, 1925) — Большеглазая квакша
- Scinax danae (Duellman, 1986)
- Scinax dolloi (Werner, 1903) — Квакша Долло
- Scinax duartei (Lutz, 1951)
- Scinax elaeochroa (Cope, 1875) — Синекостная квакша
- Scinax eurydice (Bokermann, 1968) — Крапчатоногая квакша
- Scinax exiguus (Duellman, 1986)
- Scinax faivovichi Brasileiro et al., 2007
- Scinax feioi Lourenco et al., 2020
- Scinax flavoguttatus (Lutz & Lutz, 1939) — Украшенная квакша
- Scinax fontanarrosai Baldo et al., 2019
- Scinax funereus (Cope, 1874)
- Scinax fuscomarginatus (Lutz, 1925) — Темнополосая квакша
- Scinax fuscovarius (Lutz, 1925) — Пятнистогорлая квакша, или доверчивая квакша
- Scinax garbei (Miranda-Ribeiro, 1926) — Носатая квакша
- Scinax garibaldiae Lourenco et al., 2019
- Scinax goya (Andrade et al., 2018)
- Scinax granulatus (Peters, 1871)
- Scinax haddadorum Araujo-Vieira at al., 2016
- Scinax hayii (Barbour, 1909) — Хриплая квакша
- Scinax heyeri (Peixoto & Weygoldt, 1986)
- Scinax hiemalis (Haddad & Pombal, 1987)
- Scinax humilis (A. Lutz & B. Lutz, 1954)
- Scinax ictericus Duellman & Wiens, 1993
- Scinax imbegue Nunes, Kwet & Pombal, 2012
- Scinax insperatus Silva & Alves-Silva, 2011
- Scinax iquitorum Moravec at al., 2009
- Scinax jolyi Lescure & Marty, 2000
- Scinax juncae Nunes & Pombal, 2010
- Scinax jureia (Pombal & Gordo, 1991)
- Scinax karenanneae (Pyburn, 1993)
- Scinax kautskyi (Carvalho-e-Silva & Peixoto, 1991)
- Scinax kennedyi (Pyburn, 1973) — Длинноносая квакша
- Scinax lindsayi Pyburn, 1992
- Scinax littoralis (Pombal & Gordo, 1991)
- Scinax littoreus (Peixoto, 1988)
- Scinax longilineus (Lutz, 1968)
- Scinax luizotavioi (Caramaschi & Kisteumacher, 1989)
- Scinax machadoi (Bokermann & Sazima, 1973) — Каштановополосая квакша
- Scinax madeirae (Bokermann, 1964)
- Scinax manriquei Barrio-Amoros at al., 2004
- Scinax maracaya (Cardoso & Sazima, 1980)
- Scinax melanodactylus Lourenco, Luna & Pombal, 2014
- Scinax melloi (Peixoto, 1989)
- Scinax montivagus Junca, Napoli at al., 2015
- Scinax muriciensis Cruz, Nunes & Lima, 2011
- Scinax nasicus (Cope, 1862) — Чакская квакша, или парагвайская квакша
- Scinax nebulosus (Spix, 1824) — Плоскомордая квакша, или собакоголовая квакша
- Scinax obtriangulatus (Lutz, 1973)
- Scinax onca Ferrao et al., 2017
- Scinax oreites Duellman & Wiens, 1993
- Scinax pachycrus (Miranda-Ribeiro, 1937)
- Scinax pedromedinae (Henle, 1991)
- Scinax peixotoi Brasileiro et al., 2007
- Scinax perereca Pombal, Haddad & Kasahara, 1995
- Scinax perpusillus (Lutz & Lutz, 1939) — Хрупкая квакша
- Scinax pinimus (Bokermann & Sazima, 1973)
- Scinax pixinguinha Lacerda et al., 2021
- Scinax pombali Lourenco et al., 2013
- Scinax proboscideus (Brongersma, 1933) — Хоботковая квакша
- Scinax quinquefasciatus (Fowler, 1913) — Пятиполосая квакша
- Scinax ranki (Andrade & Cardoso, 1987)
- Scinax rizibilis (Bokermann, 1964) — Бронзовая квакша
- Scinax rogerioi Pugliese, Baeta & Pombal, 2009
- Scinax rossaferesae Conte at al., 2016
- Scinax rostratus (Peters, 1863) — Темногорлая квакша
- Scinax ruber (Laurenti, 1768) — Красная квакша
- Scinax ruberoculatus Ferrao et al., 2018
- Scinax rupestris Araujo-Vieira, Brandao & Faria, 2015
- Scinax sateremawe Sturaro & Peloso, 2014
- Scinax similis (Cochran, 1952)
- Scinax skaios Pombal et al., 2010
- Scinax skuki Lima, Cruz & Azevedo, 2011
- Scinax squalirostris (Lutz, 1925) — Акулоголовая квакша
- Scinax staufferi (Cope, 1865) — Равнинная квакша
- Scinax strigilatus (Spix, 1824) — Чёрно-голубая квакша
- Scinax strussmannae Ferrao et al., 2018
- Scinax sugillatus (Duellman, 1973) — Чёрно-голубая квакша
- Scinax tigrinus Nunes, Carvalho & Pereira, 2010
- Scinax trapicheiroi (A. Lutz & B. Lutz, 1954)
- Scinax tripui Lourenco, Nascimento, and Pires, 2010
- Scinax tropicalia Novaes-e-Fagunde et al., 2021
- Scinax tsachila Ron et al., 2018
- Scinax tupinamba Silva & Alves-Silva, 2008
- Scinax tymbamirim Nunes, Kwet & Pombal, 2012
- Scinax uruguayus (Schmidt, 1944)
- Scinax v-signatus Lutz, 1968
- Scinax villasboasi Brusquetti et al., 2014
- Scinax wandae (Pyburn & Fouquette, 1971) — Лесостепная квакша
- Scinax x-signatus (Spix, 1824) — Саванная квакша

## Фото

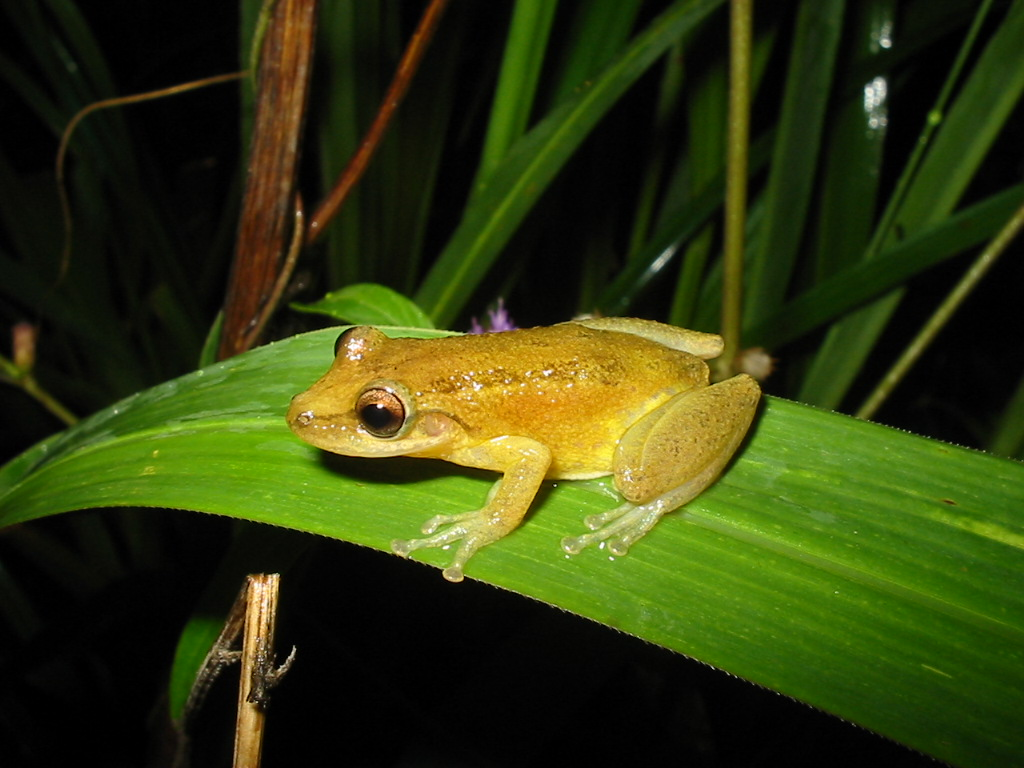
Темнополосая квакша
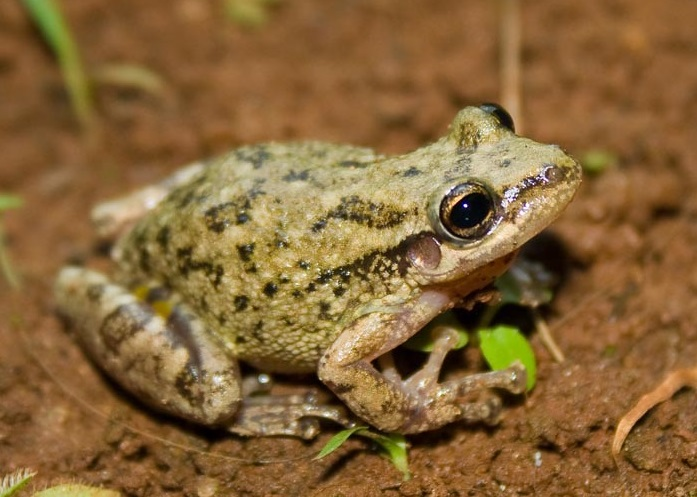
Scinax similis
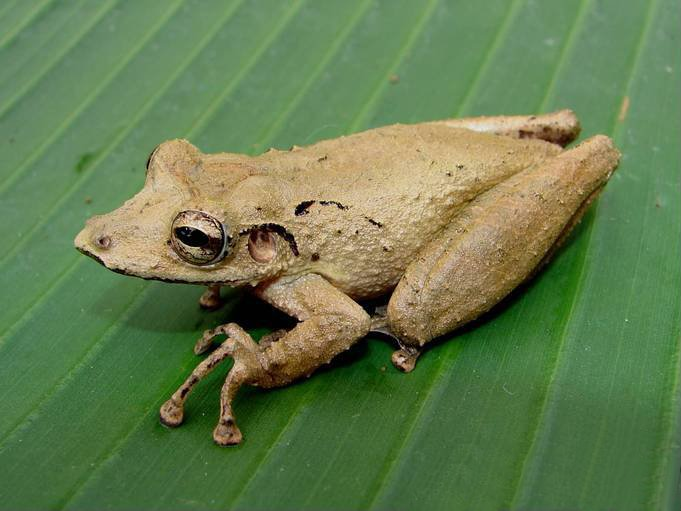
Темногорлая квакша
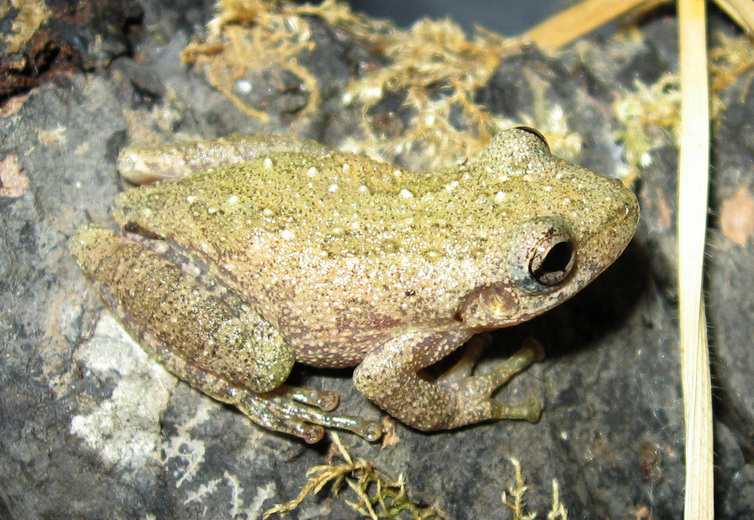
Scinax granulatus